# Еталон TR3100
Еталóн TR3100 — низькопідлоговий трамвай, що був випущений на Чернігівському автозаводі (ЧАЗ) наприкінці 2020 року. Трамвай ідентичний російському трамваю моделі 71-623.

## Технічні характерисики
Місткість трамвая становить 144 чоловік, у тому числі 31 сидячих. Трамвай оснащений системою керування 4 хТЕ022.

## Експлуатація
В липні 2021 року трамвай відправили на випробування в Київ. Після випробувань трамвай в грудні 2021 року відправили в Одесу для подальших випробувань. Також трамвай пройшов в Одесі приймальні випробування у рамках процедури державного приймання перед сертифікацією.

## Схожі моделі
- T3 КВП Од «Одіссей»| - п - о - р Автобуси та інші транспортні засоби корпорації «Еталон» (виробництва БАЗ та ЧАЗ) | - п - о - р Автобуси та інші транспортні засоби корпорації «Еталон» (виробництва БАЗ та ЧАЗ)          | - п - о - р Автобуси та інші транспортні засоби корпорації «Еталон» (виробництва БАЗ та ЧАЗ) |
| -------------------------------------------------------------------------------------------- | --- | -------------------------------------------------------------------------------------------- |
| Міські автобуси особливо малого класу                                                        | 2215 «Дельфін»                                                                                        |                                                                                              |
| Міські автобуси малого класу                                                                 | А074 «Чорнобривець» • А079 «Пролісок» • А08110 «Волошка» • А08120 «Троянда» • А08110 «Волошка»        |                                                                                              |
| Міські автобуси великого класу                                                               | А148 • А11110 «Ромашка» • Еталон А12210 «Астра»                                                       |                                                                                              |
| Приміські автобуси малого класу                                                              | А079 «Пролісок» • А08111 «Волошка»                                                                    |                                                                                              |
| Приміські автобуси середнього класу                                                          | А148 «Соняшник»                                                                                       |                                                                                              |
| Туристичні автобуси                                                                          | А079 «Мальва» • А148 «Соняшник» • А08310 «Мак» • А08120 «Троянда» • А084 «Тюльпан»                    |                                                                                              |
| Шкільні автобуси                                                                             | А07913ш • А07924ш • А08110ш • А08111ш                                                                 |                                                                                              |
| Спецтранспорт                                                                                | А079                                                                                                  |                                                                                              |
| Вантажні автомобілі                                                                          | Т713 «Подорожник» • Т9016 «Подорожник» • Т1116 «Подорожник» • Т1518 «Подорожник» • Т1618 «Подорожник» |                                                                                              |
| Тролейбуси                                                                                   | Еталон Т12110 «Барвінок» • Еталон-Т32100 «БКМ»                                                        |                                                                                              |
| Трамваї                                                                                      | Еталон TR3100                                                                                         |                                                                                              |